# Darnell Robinson
 (décembre 2017).
Si vous disposez d'ouvrages ou d'articles de référence ou si vous connaissez des sites web de qualité traitant du thème abordé ici, merci de compléter l'article en donnant les références utiles à sa vérifiabilité et en les liant à la section « Notes et références ».
Pour les articles homonymes, voir Robinson.
Darnell Robinson, né le 30 mai 1974, à Oakland, en Californie, est un ancien joueur américain de basket-ball. Il évolue au poste de pivot. 

## Palmarès
- McDonald's All American 1993
- Champion NCAA 1994